# Silverbyxbi
Silverbyxbi (Dasypoda argentata) är en art i insektsordningen steklar som tillhör familjen sommarbin.

## Beskrivning
Kroppsbyggnaden är långsträckt med ett relativt litet huvud. Honan har mörk grundfärg på kroppen med rödbrun till gulbrun behåring på ovansidan av mellankroppen, eventuellt med större eller mindre mängd svarta hår, och silvervit behåring på buksidan. På bakkroppen är behåringen övervägande svart och kortare än på mellankroppen. Längs bakkanterna på bakkroppens tergiter finns hårfransar av ljusare hår och på den fjärde och femte tergiterna finns fransar av gulröda hår. Bakbenens behåring är brunsvart och mycket lång, särskilt hos honan på de hår där pollen samlas upp. Hanen har grågul till brun behåring. Arten är ett stort bi, med en kroppslängd på 13 till 16 millimeter.

## Utbredning
Silverbyxbiet finns i mellersta och södra europeiska kontinenten och österut till Kaukasus och Iran. I Mellaneuropa, som Tyskland och Polen, har arten under 1900-talet blivit allt ovanligare.
I Norden har silverbyxbiet endast hittats i Sverige, på tre olika platser i Skåne. Senaste fyndet gjordes 1938, nära Simrishamn.

## Ekologi
Arten undviker kyliga miljöer, och speciellt honorna kräver en omgivningstemperatur på minst 25 grader för att kunna vara aktiv. Dess habitat utgörs av torra, sandiga områden som grässtäpper, sandtag och flygsandfält, samt buskageområden av medelhavskaraktär, där det växer olika senblommande väddarter som jätteväddar, ängsväddar och fältväddar (luktvädd, fältvädd och gulvädd). På europeiska kontinenten flyger biet från juni till första delen av september.

### Fortplantning
Honan är beroende av sandjord för att anlägga sitt bo. Hon gräver ut det ensam på en sandig, solig plats med ingen eller mycket litet växtlighet. Boet består av en upp till en meter lång huvudgång med sju till åtta sidogångar, på ungefär en decimeters djup. I slutet på varje sidogång bygger honan sedan två till tre celler som hon fyller med pollen och nektar. I varje cell läggs ett ägg och när larven kläcks utgör förrådet av pollen och nektar dess föda. Bona anläggs ofta i små kolonier, där varje ingångshål är utmärkt av en hög med sand.

## Status
Globalt minskar arten i delar av sitt utbredningsområde, bland annat på grund av mänsklig påverkan och överväxning av de sandiga biotoper arten behöver för sin bobyggnad. Internationella naturvårdsunionen (IUCN) rödlistar därför arten som nära hotad (NT).
I Sverige är silverbyxbiet klassificerat av Artdatabanken som nationellt utdött (RE) i landet, eftersom det trots omfattande eftersök inte kunnat återfinnas. Då arten endast flyger till senblommande växter påverkas den starkt av både betestryck och slåtter; det antas att det intensiva bete som förekom på dess lokaler i Skåne under Andra världskriget var den främsta orsaken till att arten dog ut i Sverige.